# Pescoço alado
Pescoço alado é uma prega de pele congénita que se prolonga pelos lados do pescoço em direção aos ombros. É um sinal característico de síndrome de Turner (afeta apenas o sexo feminino), da síndrome de Noonan, da rara síndrome de Klippel-Feil, e da anemia de Diamond-Blackfan.